# Catedral de São Davi
Catedral de São David (em galês: Eglwys Gadeiriol Tyddewi, em inglês: St David's Cathedral) está situada na cidade de St Davids, em Pembrokeshire, no País de Gales, fazendo parte da diocese de São David. 
Dedicada a Santo André e a São David, é uma das mais antigas catedrais britânicas, a primeira de arquitetura construída em 1115.  Não é apenas mais uma catedral medieval, tem traços próprios e planos que nos dão outras aparências. 